# Yaboltsi
Yaboltsi (en macédonien Јаболци) est un village du nord de la Macédoine du Nord, situé dans la municipalité de Sopichté. Le village comptait 41 habitants en 2002. Il se trouve au sud du mont Vodno.

## Démographie
Lors du recensement de 2002, le village comptait :
- Macédoniens : 26
- Albanais : 15